# Viran Morros
Viran Morros de Argila (Barcelona, 15 de diciembre de 1983) es un exjugador de balonmano español que jugaba como defensor. Su último equipo fue el Pfadi Winterthur suizo. Fue un componente de la selección de balonmano de España.
Su abuelo es Fernando Argila, futbolista internacional por España, que también llegó a ser baloncestista.

## Biografía
Su rol ofensivo fue disminuyendo  a lo largo de los años y pasó a especializarse en tareas defensivas gracias a su envergadura y liderazgo, hecho que le convierte en 7 veces mejor defensor de la liga española (2008, 2013, 2014, 2015, 2016, 2017 y 2018), 1 vez mejor defensor de la liga francesa (2020) y mejor defensor del Campeonato Europeo de Balonmano Masculino de 2012, por lo que es considerado uno de los mejores especialistas defensivos de la historia de este deporte.
Viran fue pieza fundamental en una de las mejores generaciones de la historia del balonmano español, ganadora de 2 campeonatos de Europa (2018 y 2020) y 1 campeonato del mundo (2013). 
Destacando en el centro de la defensa acompañado de Gedeón Guardiola, que juntos eran apodados como "Las torres gemelas".
Se retiró en 2024 tras 23 años como profesional.

## Clubes
- F. C. Barcelona (2000 - 2003)
- S.D. Teucro (2003 - 2004)
- Caja España Ademar (2004 - 2007)
- BM. Ciudad Real (2007 - 2011)
- F. C. Barcelona Lassa (2011 - 2018)
- PSG Handball (2018 - 2021)
- Füchse Berlin (2021 - 2022)[4]
- Pfadi Winterthur (2022 - 2024)[5]

## Palmarés

### Club
- 10 Ligas ASOBAL (2007-2008, 2008-2009, 2009-2010, 2011-2012, 2012-2013, 2013-2014, 2014-2015, 2015-2016, 2016-2017, 2017-2018)
- 7 Copa del Rey (2007-2008, 2010-2011, 2013-2014, 2014-2015, 2015-2016, 2016-2017, 2017-2018)
- 8 Supercopa de España (2007-2008, 2010-2011, 2012-2013, 2013-2014, 2014-2015, 2015-2016, 2016-2017, 2017-2018)
- 9 Copa ASOBAL (2007-2008, 2010-2011, 2011-2012, 2012-2013, 2013-2014, 2014-2015, 2015-2016, 2016-2017, 2017-2018)
- 3 Ligas de Campeones de la EHF (2007-2008, 2008-2009, 2014-2015)
- 1 Recopa de Europa (2004-2005)
- 1 Supercopa de Europa (2008-2009)
- 4 IHF Super Globe (2010, 2013, 2014, 2018)
- 3 Liga de Francia (2018-19, 2019-20, 2020-21)
- 1 Copa de la Liga (2019)
- 1 Copa de Francia (2021)

### Selección española
- Medalla de Oro en los Juegos Mediterráneos de 2005
- Medalla de bronce en el Campeonato Mundial de Balonmano Masculino de 2011
- Medalla de oro en el Campeonato Mundial de Balonmano Masculino de 2013
- Medalla de bronce en el Campeonato Europeo de Balonmano Masculino de 2014
- Medalla de plata en el Campeonato Europeo de Balonmano Masculino de 2016
- Medalla de oro en el Campeonato Europeo de Balonmano Masculino de 2018
- Medalla de oro en el Campeonato Europeo de Balonmano Masculino de 2020
- Medalla de bronce en el Campeonato Mundial de Balonmano Masculino de 2021
- Medalla de bronce en los Juegos Olímpicos de Tokio 2020

### Distinciones individuales
- Mejor defensor de la Liga ASOBAL 2007-08  2012-13 2013-14 2014-15 2015-16 2016-17 2017-18
- Mejor defensor del Campeonato Europeo de Balonmano Masculino de 2012
- Mejor defensor Lidl Star League 2019-20